# 路易吉·里瓦
路易吉·里瓦（Luigi Riva，1944年11月7日—2024年1月22日），一般被稱作吉吉·里瓦（Gigi Liva），意大利人，前足球運動員，乃1970年世界盃亞軍隊意大利的成員。

## 生平

### 球會
里瓦自幼即失去双亲，成为孤儿。早年他在一支丙级球队利拿奴（Legnano Calcio）效力，司職左翼。1963年加盟卡利亞里。憑著他在左路出色的發揮，協助球队在1969/70年球季获得意甲联赛冠军。里瓦也三次成为联赛最佳射手，包括在夺冠的1969/70赛季里28场比赛入21球。

### 國家隊
里瓦代表過意大利國家隊上陣42場國際賽，入35球。在1970年世界杯他射入三球，包括八強4-1淘汰墨西哥中梅開二度及準決賽加時射入致勝球以4-3擊敗西德，助國家隊打入決賽，惟1-4不敵巴西而獲得亞軍。

## 榮譽
卡利亞里
- 意甲冠軍：1969/70年；

國家隊
- 歐洲國家盃冠軍：1968年；
- 世界盃亞軍：1970年；

個人
- 意甲神射手：1966/67年、1968/69年、1969/70年；

## 外部連結
- （意大利文） 里瓦官方網站